# Dinamo Tuła
Dinamo Tuła (ros. Футбольный клуб «Динамо» Тула, Futbolnyj Kłub "Dinamo" Tuła) – rosyjski klub piłkarski z siedzibą w Tule.

## Historia
Chronologia nazw:
- 1991—1997: Łucz Tuła (ros. «Луч» Тула)
- 1998—2002: Arsienał-2 Tuła (ros. «Арсенал-2» Тула)
- 2003—...: Dinamo Tuła (ros. «Динамо» Тула)

Piłkarska drużyna Łucz została założona w Tule, w 1991. 
Zespół występował w rozgrywkach regionalnych obwodu tulskiego. 
W 1995 klub debiutował w Trzeciej Ligi. Po sezonie 1997 został farm-klubem Arsenału Tuła i pod nazwą Arsienał-2 Tuła rozpoczął występy w Drugiej Dywizji, grupie Centralnej. Po sezonie 2002 zaprzestał istnieć związek z Arsenałem Tuła. Klub zmienił nazwę na Dinamo Tuła i kontynuował występy w Drugiej Dywizji. Jednak środków finansowych starczyło tylko do lata i po 15 kolejce klub zrezygnował z dalszych występów. Klub został pozbawiony licencji klubu profesjonalnego. 
Obecnie klub występuje na poziomie amatorskim w rozgrywkach regionalnych obwodu tulskiego Rosji.

## Sukcesy
- 14. miejsce w Rosyjskiej Drugiej Dywizji, grupie Centralnej: 1998